# Luke Harangody
Lucas Cameron "Luke" Harangody (Decatur, Illinois, 2 de gener de 1988) és un jugador de bàsquet nord-americà. Amb 2,03 metres d'alçada, juga en la posició d'aler pivot.

## Trajectòria esportiva

### Universitat
Va jugar durant quatre temporades amb els Fighting Irish de la Universitat de Notre Dame, en les quals va fer una mitjana 19,2 punts i 9,5 rebots per partit. Tenint en compte únicament els 65 partits disputats davant equips de la seua mateixa conferència, la Big East, és l'únic jugador de la història de la mateixa en fer més de 20 punts i 10 rebots per partit.
En la seua primera temporada va tardar poc a destacar, aconseguint el seu primer doble-doble davant Butler en el seu segon partit oficial, aconseguint 17 punts i 10 rebots. Seria el primer dels 7 que va aconseguir al llarg de la temporada, sent titular en 16 dels 32 partits, aconseguint la seva millor actuació davant Marquette, aconseguint 22 punts i 13 rebots.

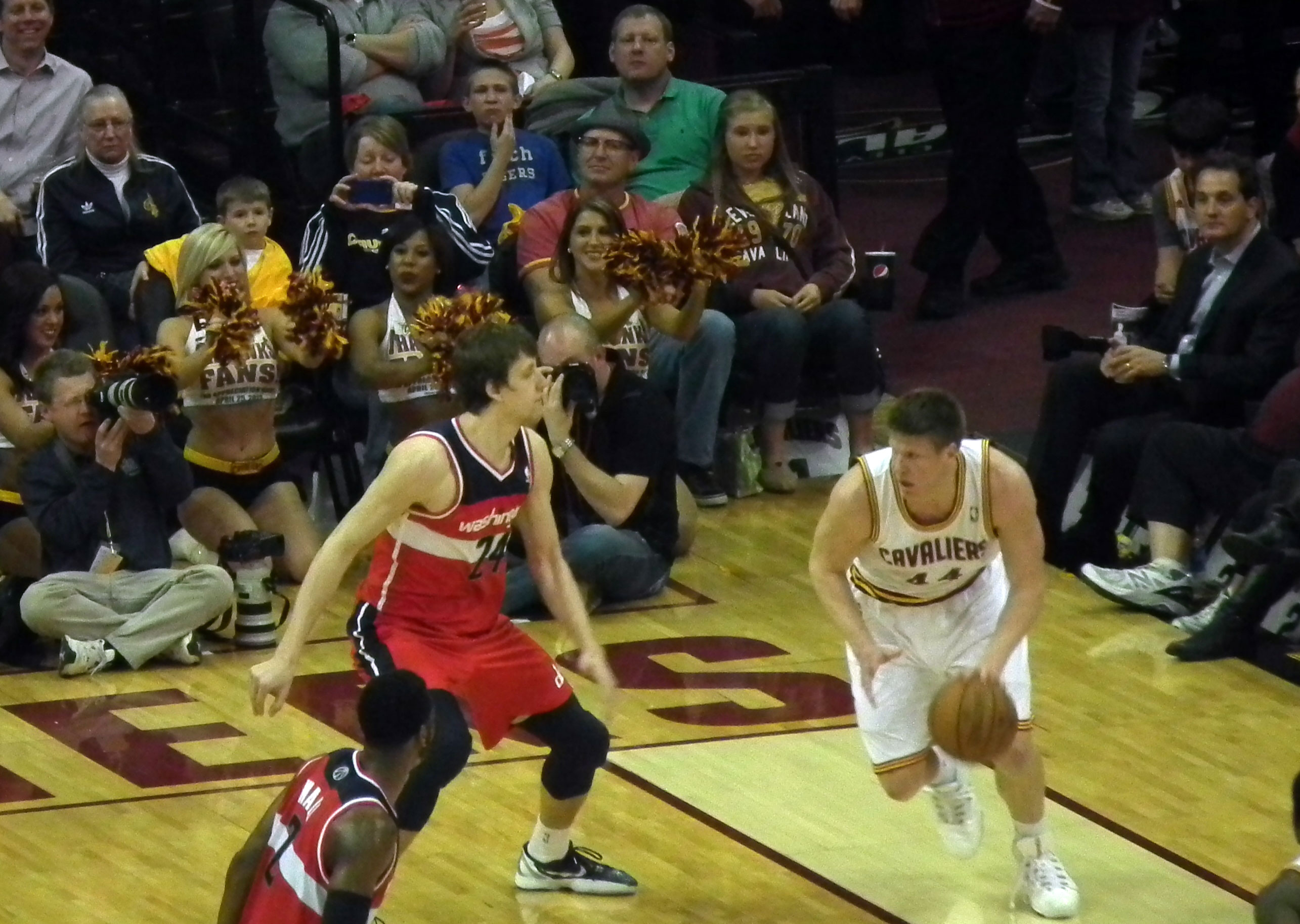
Harangody (dreta) jugant amb els Cleveland Cavaliers.

En la seua temporada sophomore va fer una mitjana de 20,4 punts i 10,6 rebots per partit, la qual cosa li va col·locar com el màxim anotador i el segon millor rebotador de la conferència. Va anotar 10 o més punts en 32 dels 33 partits disputats, aconseguint 29 doble-dobles. El seu rècord d'anotació el va aconseguir davant Louisville, amb 40 punts, als quals va afegir 12 rebots i 4 assistències. Al final de la temporada va ser triat Jugador de l'Any de la Big East Conference, i inclòs en el segon equip del All-American.
En la seua tercera temporada va tornar a liderar la seua conferència en anotació, amb 23,2 punts, i va tornar a ser segon en rebots, amb 12,0 per partit. El seu millor registre de la temporada el va aconseguir novament davant Louisville, amb 32 punts, juntament amb el seu millor marca rebotadora, 17 captures. Va ser novament triat en el millor quintet de la conferència i en el segon quintet del All-American.
Ja en la darrera temporada com universitari va liderar al seu equip en anotació, amb 21,8 punts, i en rebots, amb 9,1. Va aconseguir 20 o més punts en 18 partits. La seua actuació més destacada va ser davant Cincinnati, aconseguint 37 punts i 14 rebots.

### Professional
Va ser triat en la cinquanta-segona posició del Draft de l'NBA del 2010 per Boston Celtics, amb els quals va signar a l'agost un contracte per dos temporades. En el mes de febrer de 2011 va signar pels Cleveland Cavaliers juntament al turc Semih Erden, a canvi d'una segona elecció en el draft de 2013. Durant dues temporades va compaginar els Cavaliers amb els Canton Charge de la D-League. La temporada 2012-13 realitza la pretemporada amb els Cavaliers però realitza la temporada novament a la D-League, aquesta vegada amb els Fort Wayne Mad Ants.
En l'any 2013 va fer el salt a Europa, fitxant per l'Unics Kazan de la lliga russa, amb qui va ser subcampió de l'Eurocup. Al juliol de 2014 va fitxar pel València Basket de la lliga ACB per un parell de temporades.
Durant l'estiu de 2015 va disputar l'edició de Las Vegas Summer League amb els Phoenix Suns, i el 5 d'agost d'aquell mateix any fitxa per l'equip turc Darüşşafaka, on jugarà fins al 2017. Aquell estiu és contractat pel Ratiopharm Ulm de la lliga alemanya, on jugarà tota la temporada i farà 8,5 punts i 5,5 rebots per partit de mitjana. En el mes d'octubre de 2018 signa contracte amb el Divina Seguros Joventut de la lliga ACB, per substituir a Quincy Miller, tallat per la Penya al no recuperar-se de la lesió dins els terminis previstos.

## Estadístiques
NCAA
| Temporada | Equip                     | Partits | Min. | %TC  | %TL  | Ptes. | Reb. | Asts. | Rob. | Tap. | FP  |
| --------- | ------------------------- | ------- | ---- | ---- | ---- | ----- | ---- | ----- | ---- | ---- | --- |
| 2006–07   | Notre Dame Fighting Irish | 32      | 45,9 | 81,6 | 52,7 | 11,2  | 6,2  | 1,2   | 0,9  | 0,5  | 2,6 |
| 2007–08   | Notre Dame Fighting Irish | 33      | 50,0 | 76,3 | 63,0 | 20,4  | 10,6 | 1,7   | 0,8  | 0,9  | 2,6 |
| 2008–09   | Notre Dame Fighting Irish | 34      | 45,9 | 77,7 | 63,0 | 23,3  | 11,8 | 2,1   | 0,9  | 0,9  | 2,3 |
| 2009–10   | Notre Dame Fighting Irish | 30      | 48,1 | 78,7 | 67,2 | 21,8  | 9,1  | 1,6   | 0,5  | 0,7  | 2,3 |

NBA
| Any     | Equip     | PJ | PT   | MPP  | %TC  | %3   | %TL  | RPP | APP | ROB | TPP | PPP |
| ------- | --------- | -- | ---- | ---- | ---- | ---- | ---- | --- | --- | --- | --- | --- |
| 2010–11 | Boston    | 28 | 0    | 8.6  | .394 | .200 | .625 | 2.0 | 0.4 | 0.1 | 0.2 | 2.3 |
| 2010–11 | Cleveland | 21 | 0    | 19.0 | .378 | .250 | .778 | 4.2 | 1.0 | 0.5 | 0.5 | 6.2 |
| 2011–12 | Cleveland | 21 | 1    | 11.0 | .354 | .238 | .750 | 2.5 | 0.3 | 0.3 | 0.1 | 2.9 |
| Total   | 70        | 1  | 12.4 | .376 | .241 | .737 | 2.8  | 0.5 | 0.3 | 0.3 | 3.6 |     |

Lliga ACB
| Any                | Equip              | PJ | 5i | Min  | %2P  | %3P  | %TL  | Reb | Ass | Rec | Tap | Punts | Val  |
| ------------------ | ------------------ | -- | -- | ---- | ---- | ---- | ---- | --- | --- | --- | --- | ----- | ---- |
| 2014-15            | València           | 33 | 20 | 20   | 55   | 43   | 70   | 4,8 | 0,7 | 1,1 | 0,3 | 8,5   | 9,9  |
| 2018-19            | Joventut           | 31 | 26 | 24,2 | 57   | 39   | 96   | 5,3 | 1   | 0,6 | 0,4 | 9,2   | 11   |
| Total Fase Regular | Total Fase Regular | 64 | 46 | 22   | 56,4 | 40,9 | 84,4 | 5   | 0,8 | 0,8 | 0,3 | 8,9   | 10,4 |

Play-offs ACB
| Any                | Equip              | PJ | 5i | Min  | %2P | %3P  | %TL | Reb | Ass | Rec | Tap | Punts | Val  |
| ------------------ | ------------------ | -- | -- | ---- | --- | ---- | --- | --- | --- | --- | --- | ----- | ---- |
| 2014-15            | València           | 7  | 3  | 18,3 | 52  | 43   | 100 | 4,9 | 0,6 | 0,6 | 0,7 | 8,3   | 10,7 |
| 2018-19            | Joventut           | 2  | 2  | 25   | 43  | 20   | 50  | 2   | 2   | 0   | 0,5 | 5     | 5    |
| Total Fase Regular | Total Fase Regular | 9  | 5  | 19,8 | 50  | 39,3 | 75  | 4,2 | 0,9 | 0,4 | 0,7 | 7,6   | 9,4  |